# Croatia Open Umag 2019
Croatia Open Umag 2019 — тенісний турнір, що проходив на кортах з твердим покриттям у місті Умаг, Хорватія з 15 липня. Належав до категорії ATP Tour 250, був турніром серії Відкритий чемпіонат Хорватії з тенісу 2019 року.

## Фінальна частина

### Одиночний розряд
Душан Лайович —  Аттіла Балаж 7–5, 7–5

### Парний розряд
Робін Гаасе /  Філіпп Освальд —  Олівер Марах /  Юрген Мельцер 7–5, 6–7(2–7), [14–12]